# Lijst van huishoudelijke apparatuur
Hieronder volgt een lijst van huishoudelijke apparatuur. Huishoudelijke apparatuur zijn technische hulpmiddelen die in het huishouden gebruikt worden om taken mogelijk te maken, te veraangenamen of te verlichten.

## A
- Afwasmachine
- Afstandsbediening
- Airfryer
- Airconditioning

## B
- Babyfoon
- Blender
- Broodbakmachine
- Broodrooster

## C
- Centrifuge
- Computer

## D
- Diepvriezer
- Droogtrommel
- Dvd-speler

## E
- Elektrische tandenborstel
- Espressomachine

## F
- Fornuis
- Frituurpan

## H
- Haardroger

## I
- IJskast
- Ionisator

## K
- Koelkast
- Koffiemolen
- Koffiezetapparaat
- Kruimeldief

## L
- Luchtbevochtiger
- Luchtontvochtiger

## M
- Magnetron
- Mixer
- Melkklopper

## O
- Oven

## S
- Scheerapparaat
- Staafmixer
- Stofzuiger
- Stoomkoker
- Strijkijzer

## T
- Tosti-ijzer

## V
- Vaatwasser
- Ventilator
- Videorecorder

## W
- Wasmachine
- Waterkoker